# 彭士誠
彭士誠（英語：Peng Shih-Cheng，1994年5月30日—）是台灣射箭運動員。他和搭擋魏均珩、鄧宇成奪得2017年夏季世界大學運動會男子團體銀牌。

## 外部連結
- World Archery （页面存档备份，存于）